# أياكا كيتازاوا
أياكا كيتازاوا (باليابانية: 北沢綾香؛ بالكانا: きたざわ あやか) هي مغنية يابانية، ولدت في 21 أبريل 1989 في سايتاما في اليابان.

## وصلات خارجية
- الموقع الرسمي
- أياكا كيتازاوا على موقع ميوزك برينز (الإنجليزية)
- أياكا كيتازاوا على موقع ديسكوغز (الإنجليزية)